# Franz Anton Engl von Wagrain

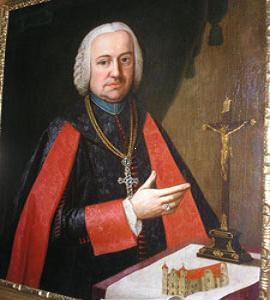
Bischof Franz Anton Engl

Graf Franz Anton Engl von Wagrain (* 25. Januar 1702 in Schloss Mühlbach, Hohenwarth-Mühlbach am Manhartsberg, Österreich; † 31. Januar 1777 Temeswar, Temescher Banat) war zwischen 1750 und 1777 Bischof des Csanáder Bistums.

## Leben

### Studium- und Priesterjahre
Franz Anton Engl studierte von 1711 bis 1720 Philosophie an der Ettaler Ritterschule (Collegium nobilium). Nachdem er 1720 bis 1723 eine Magistertätigkeit ausübte, folgte das Studium der Theologie am Collegium Germanicum in Rom 1723–1727. Er empfing am 8. März 1727 durch Papst Benedikt XIII. die Priesterweihe. Von 1727 bis 1730 war er als Passauer Kanonikus in Wien tätig und Vikar des Passauer Weihbischofs Franz Alois Ignaz Graf von Lamberg. 1730 bis 1734 wirkte er als Pfarrer in Hadersdorf am Kamp.

### Bischof von Belgrad-Semendria
Mit 30 Jahren nach den Siegen von Prinz Eugen wurde er am 19. April 1732 von Papst Clemens XII. zum Bischof von Belgrad-Semendria ernannt. Die kaiserliche Bestätigung erfolgte am 13. August 1733. Im Februar 1734 wurde in der Wiener Nuntiatur der Processus canonicus abgehalten. Er trat das Amt am 5. Mai 1734 an. Die Bischofsweihe spendete ihm am 20. Juni 1734 der Erzbischof von Wien, Kardinal Sigismund von Kollonitz; Mitkonsekratoren waren Thomas John Francis de Strickland de Sizorghe, Bischof von Namur, und Weihbischof Giulio Sabbatini SchP.
Nach dem Frieden von Belgrad 1739 musste die Stadt wieder an die Türkei abgetreten werden. Infolgedessen musste auch Bischof Engl die Diözese verlassen und lebte auf seinem Gut in Fels in Österreich mit dem Titel eines Hofbischofs.

### Bischof des Csanáder Bistums
Am 14. Juli 1750 ernannte ihn die Kaiserin Maria Theresia zum Bischof des Csanáder Bistums mit der Residenz in Temeswar. Am 22. Oktober 1750 fand der kanonische Prozess statt und die päpstliche Bestätigung erfolgte am 7. Dezember 1750. Am 1. April 1751 fand die Inthronisation in Temeswar statt. Engl residierte Temeswar von 1750 bis 1766 im Mercyhaus und von 1766 bis 1777 im Garnisonsspital.
1754 zelebrierte Bischof Franz Anton Engl Graf von Wagrain die erste Heilige Messe in der noch nicht fertig gebauten Domkirche zu Temeswar. Während seiner Amtszeit entstanden in der Diözese 38 neue Seelsorgestellen, er weihte 1753 die Barmherzigenkirche, 1754 die Domkirche und 1755 die Franziskanerkirche in Temeswar. Bischof Engl legte den Grundstein einer neuen Kirche für den Wallfahrtsort Maria Radna im Jahre 1756. Nur elf Jahre später segnete er diese neue Wallfahrtskirche und überführte persönlich die wundertätige Ikone der Gottesmutter in die neue Kirche.
Bischof Engl von Wagrain starb in der Militärverpflegungsstation der Temeswarer Theresienbastion und wurde 1777 in der Krypta des Doms zu Temeswar beigesetzt.